# Lance Allred
Lance Collin Allred (nascido a 2 de Fevereiro de 1981) é um basquetebolista estadunidense. É surdo, a 75%.